# Volvo EX60
Volvo EX60 är en eldriven CUV som Volvo Personvagnar planerar att presentera i januari 2026.

## Volvo EX60
Bilen bygger på en vidareutveckling av bilplattformen Scalable Product Architecture. Det blir den första elbilen som Volvo tillverkar på hemmaplan i Torslandaverken på Hisingen.